# Новогородский сельсовет
Новогородский сельсовет - сельское поселение в Иланском районе Красноярского края.
Административный центр - село Новогородка.

## Население
| 2010 | 2012  | 2013  | 2014  | 2015  | 2016  | 2017  |
| ---- | ----- | ----- | ----- | ----- | ----- | ----- |
| 1086 | ↘1068 | ↗1070 | ↘1045 | ↘1031 | ↘1012 | ↗1017 |

## Состав сельского поселения
В состав сельского поселения входят 4 населённых пункта:
| № | Населённый пункт | Тип населённого пункта       | Население |
| - | ---------------- | ---------------------------- | --------- |
| 1 | Краснинка        | деревня                      | ↘152      |
| 2 | Новогеоргиевка   | деревня                      | ↘135      |
| 3 | Новогородка      | село, административный центр | ↘588      |
| 4 | Тарака           | деревня                      | ↘183      |

## Местное самоуправление
Новогородский сельский Совет депутатов
Дата избрания: 02.03.2014. Срок полномочий: 5 лет. Количество депутатов: 10
Глава муниципального образования
- Лецрих Татьяна Владимировна. Дата избрания: 02.03.2014. Срок полномочий: 5 лет